# Karpogory
Karpogory (ros. Карпогоры) – wieś (sieło) w Rosji, w obwodzie archangielskim, ośrodek administracyjny rejonu pinieskiego. W 2010 liczyła 4443 mieszkańców.